# Ian Crook
Ian Stuart Crook (Romford, 18 gennaio 1963) è un allenatore di calcio ed ex calciatore inglese, di ruolo centrocampista.

## Palmarès

### Giocatore

#### Competizioni nazionali
- Coppa d'Inghilterra: 2

Tottenham: 1980-1981, 1981-1982
- Charity Shield: 1

Tottenham: 1981

#### Competizioni internazionali
- Coppa UEFA: 1

Tottenham: 1983-1984